# Hosackia repens
Hosackia repens är en ärtväxtart som beskrevs av George Don jr. Hosackia repens ingår i släktet Hosackia och familjen ärtväxter. Inga underarter finns listade i Catalogue of Life.